# Pequeña Nicobar
Pequeña Nicobar (llamada Ong ओंग, en el idioma Nicobar, y en Hindi: छोटा निकोबार; Choṭā Nikobār) es una de las islas Nicobar, en el Territorio de la Unión de las Islas Andamán y Nicobar, parte de la India. Su superficie es de 157 km². Hay algunas islas más pequeñas en las costas de pequeña Nicobar: Menchal, Pulomilo, Treis / Albatei, Trak /Mafuya  y Meroe. La isla de Katchal se encuentra a unos 70 km al norte.
El terremoto de 2004 y el tsunami causaron grandes daños a la isla.